# رابطة الأمومة

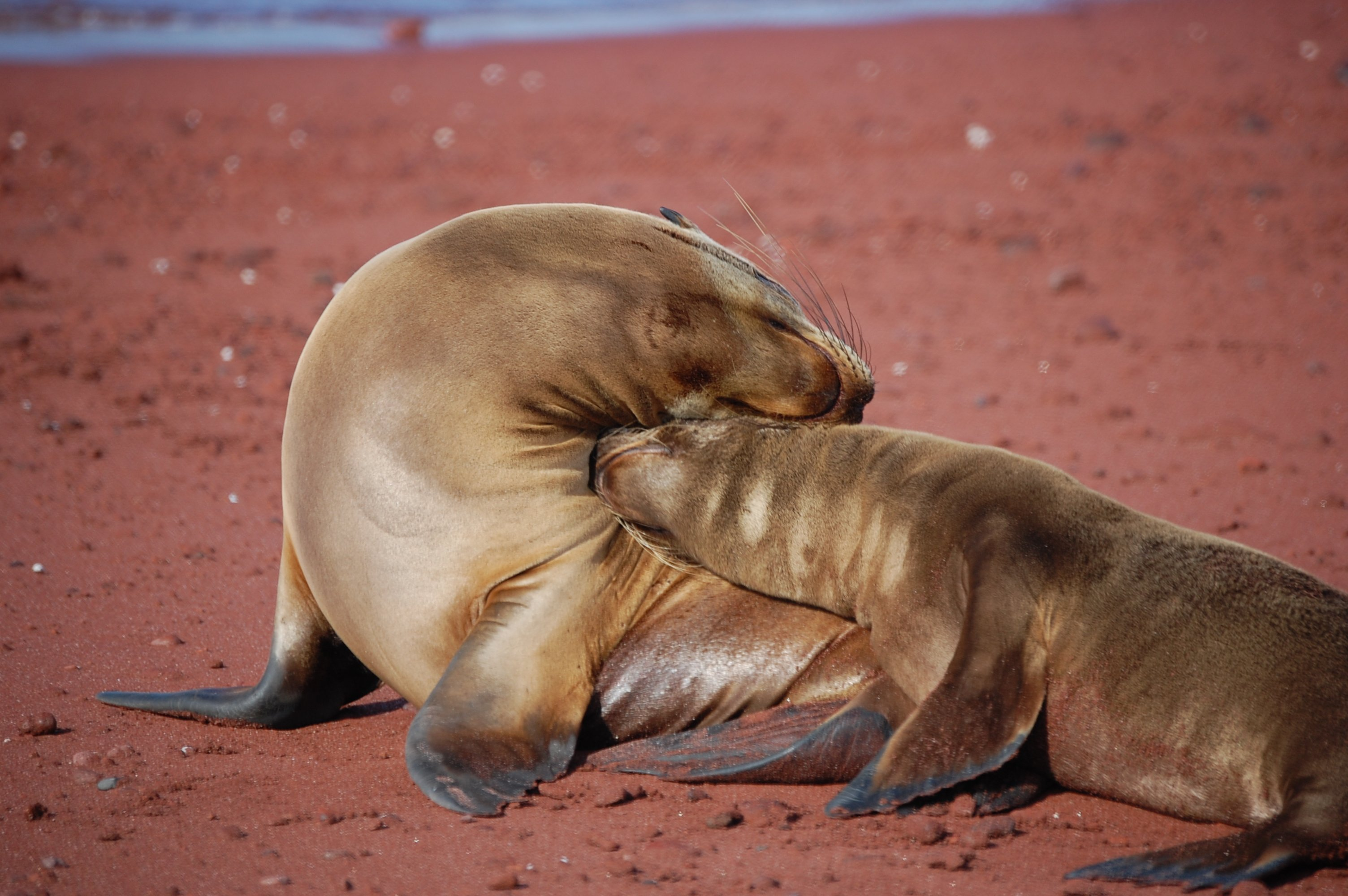
رابطة الأمومة

رابطة الأمومة أو رباط الأمومة (بالإنجليزية: Maternal bond) هي العلاقة بين الأم وطفلها، وفي حين أن هذه الرابطة تتكون عادة نتيجة الحمل والولادة، إلا أنها قد تتطور أيضا في الحالات التي يكون فيها الطفل غير ذات صلة مثل حالات التبني.
تؤثر العوامل البدنية والعاطفية على عملية الترابط بين الأم والطفل، وفي اضطراب قلق الانفصال يصبح الطفل خائفا وعصبيا عندما يكون بعيدا عن الأشخاص المهمين، عادة أحد الوالدين أو مقدمي الرعاية. الأمهات الجدد لا يعاينون دائما الحب الفوري تجاه أطفالهن، وبدلا من ذلك، يمكن للرابطة أن تُعزز مع مرور الوقت. ويمكن لها أن تستغرق ساعات أو أيام أو أسابيع أو أشهر حتي تتكون.

## الحمل
عادة ما تبدأ رابطة الأمومة بين الأنثى وطفلها البيولوجي في التطور خلال فترة الحمل، فالمرأة الحامل تتكيف مع نمط الحياة الذي يتناسب مع احتياجات الجنين النامي، وفي حوالي الأسبوع 18 إلى 25 تبدأ الأم في الشعور بحركة الجنين، وتتسبب رؤية الأم لطفلها لأول مرة في الفحص بالموجات فوق الصوتية عادة في دفع الأم إلى الشعور أكثر بالتعلق بطفلها.
الجنين النامي لديه قدر من الوعي بنبضات قلب الأم وصوتها ولديه القدرة على الاستجابة للمس أو الحركة، وبحلول الشهر السابع من الحمل، أبلغت ثلث النساء عن وجود علاقة أمومة قوية مع أطفالهن الذين لم يولدوا بعد.
الأمهات اللواتي لا يرغبن في الحمل عادة لا يكون لهن علاقة وثيقة بالطفل، وهم أكثر عرضة للإصابة بالاكتئاب في مرحلة ما بعد الولادة أو مشاكل صحية ونفسية أخرى، كما أنهن أقل قابلية للرضاعة الطبيعية.

## الولادة
الولادة هي تجربة يمكن أن تعزز من روابط الأم بالطفل، وهناك عوامل مثل الولادة الصادمة وطفولة الأم والإجهاد الطبي ونقص الدعم الزوجي أو غياب الشريك يمكن أن تُضعف من هذه الرابطة.
ظهرت نظرية الترابط العاطفي لأول مرة في منتصف عقد 1970 وبحلول الثمانينات أصبحت ظاهرة مقبولة، وسرعان ما تم تحليل هذه العملية وتمحيصها إلى مرحلة إنشاء مصطلح آخر وهو الترابط الضعيف (الفقير).

## الأوكسيتوسين
إنتاج الأوكسيتوسين أثناء الولادة والرضاعة يزيد النشاط العصبي اللاودي، وبالتالي، يقل القلق من الناحية النظرية، ويمكن للأوكسيتوسين أن يهيئ الأمهات لتكوين وإظهار سلوكيات الترابط. ويُعتقد أن الرضاعة الطبيعية تعزز بقوة من رابطة الأمومة، عن طريق اللمس والاستجابة والتبادل بينهما.

### الآثار الجانبية الأخلاقية
ادعت دراسة أجريت في عام 2014 أن الأوكسيتوسين يعزز عدم الأمانة عندما تكون النتائج في صالح المجموعات ذات الارتباط الوثيق التي ينتمي إليها الفرد، ويمكن رؤية مثال واقعي علي ذلك عندما يكذب الآباء بشأن محل الإقامة للحصول على القبول في مدارس أفضل لأطفالهم.

## قلق إنفصال الأمهات
بدءا من الشهر 9-10 من العمر عندما يبدأ الرضع في الزحف وبعد ذلك يبدأ المشي في الشهر 12 من العمر، ويبدأ في تطوير قدرات لاستكشاف العالم جسديا بعيدا عن الأم، وهذه القدرات تجلب معها قلق الانفصال حيث يصبح الرضيع أكثر ضعفا وهو بعيد عن الأم، وهذا التطور الحركي المكتسب حديثا يوازي الفضول الفكري للأطفال، والتنمية المعرفية واللغة، ويرحب معظم الآباء بهذه الاستكشافات وهذه الاستقلالية المتزايدة. ومع ذلك، في سياق اكتئاب الأمهات، فإن الصدمات النفسية أو الروابط السيئة في حياة الأم في وقت مبكر تخلق في بعض الأمهات صعوبة كبيرة في تحمل استكشاف أو قلق الرضع.
يزيد هذا القلق عندما يشعر الرضع والطفل الصغير بالتهديد أو الإشارة الاجتماعية لأمهاتهم من أجل الطمأنينة، وقد ادعت البحوث أن الأمهات ذوات التاريخ المتضمن التعرض للعنف وإجهاد ما بعد الصدمة تُظهر نشاط أقل في القشرة الأمام جبهية، وهي منطقة الدماغ التي تساعد على تخفيف وسياق ردود فعل الخوف، وبالتالي فمن المحتمل أنهن غير قادرات على إطفاء استجابتهم للخوف عند رؤية مشهد فيديو لفصل الأم والطفل خلال عمل تصوير بالرنين المغناطيسي.
وبشكل حتمي، فإن الطفل الذي نادرا ما انفصل عن أمه يصبح أكثر قلقا عند انفصاله عنها لفترات طويلة، والمثل الأكثر شيوعا هو عندما يبدأ الطفل في الذهاب إلى المدرسة، فإن كل طفل يعاني بدرجة متفاوتة.
في وقت لاحق من الحياة، يمكن أن يتكرر هذا القلق إذا اضطرت الأمهات إلى مغادرة الأسرة من أجل العمل، وفي كلتا الحالتين، يمكن تقليل قلق الطفل (وقلق الآباء والأمهات) من خلال الفتيلة، أي إعداد الطفل لهذه التجربة قبل وقوعها، وخلق حوار وتواصل بين الوالد الغائب والطفل أثناء الانفصال.